# 210 (număr)
210 (două sute zece) este numărul natural care urmează după 209 și precede pe 211 într-un șir crescător de numere naturale.

## În matematică
210:
- Este un număr par.
- Este un număr compus.[1]
- Este un număr abundent.[2][3]
- Este un număr Erdős-Woods[4][5]
- Este un număr harshad.[6][7]
- Este un număr intangibil.[8][9]
- Este un număr potrivit (idoneal).[10][11]
- Este un număr primorial.[12][13] ({\displaystyle 210=2\times 3\times 5\times 7\,}). Este primul număr primorial mai mare ca 2 care nu este adiacent la 2 numere prime (211 este prim, dar 209 nu).[14]
- Este un număr pronic.[15][16]
- Este un număr rotund.[17][18]
- Este un număr semiperfect (pseudoperfect).[19][20]
- Este un număr triunghiular.[21][22][14]
- Este un număr pentagonal.[23][24]
- Este primul număr 71-gonal,[25], următorul fiind 418.[14]
- Este un număr pentatopic.[26]
- Este un număr strobogramatic[27][28] (cu simetrie verticală la afișarea cifrelor cu 7 segmente).
- Este suma a 8 numere prime consecutive: {\displaystyle 210=13+17+19+23+29+31+37+41\,}.[14]
- Este cel mai mare număr n astfel încât toate primele cuprinse între n/2 și n au o reprezentare ca o sumă de două numere prime.[29]

## În știință

### În astronomie
- Obiectul NGC 210 din New General Catalogue este o galaxie spirală cu o magnitudine 10,9 în constelația Balena.
- 210 Isabella este un asteroid din centura principală.
- 210P/Christensen este o cometă periodică din sistemul nostru solar.